# Русский Шуган
Русский Шуган — село в Муслюмовском районе Татарстана. Административный центр Шуганского сельского поселения.

## География
Находится в восточной части Татарстана на расстоянии приблизительно 10 км на юг по прямой от районного центра села Муслюмово у речки Шуганка.

## История
Основано в конце XVII века, упоминалось также как Акай-Куль.

## Население
Постоянных жителей было: в 1897—2481, в 1920—2867, в 1926—2240, в 1938—1624, в 1949—1394, в 1958—883, в 1970—915, в 1979—772, в 1989—604, 619 в 2002 году (русские 94 %), 511 в 2010.